# آماسه

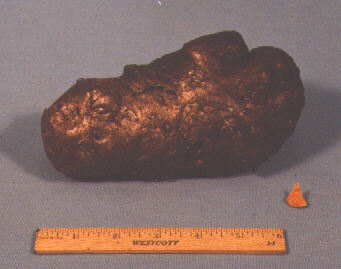
آماسهٔ فشار کم

آماسه ماده‌ای است که در اثر قرارگیری در برابر گرما دچار افزایش حجم و کاهش چگالی می‌شود. از این مواد معمولاً در حفاظت غیرفعال در برابر آتش استفاده می‌شود. از این مواد در صنایع ساختمانی، سازه‌های دریایی، کشتی و هواگردسازی استفاده می‌شود.

## دسته بندی

### خاکستر نرم
این مواد از خود خاکستری سبک که ماده‌ای با رسانایی گرمایی کم است، برجای می‌گذارند؛ با این کار انتقال گرما به تأخیر می‌افتد. این مواد معمولاً از درصد بالایی از هیدرات‌ها ساخته شده‌اند. هنگامی که هیدرات مصرف می‌شود، بخار آب که خود دارای اثر خنک‌کنندگی است آزاد می‌گردد. هنگامی که بخار آب مصرف شد ویژگی نارسانایی گرمایی خاکستر باعث به تأخیر افتادن انتقال گرما می‌شود. مواد تولیدکنندهٔ خاکستر نرم بیشتر در لایه‌های نازک آماسه در حفاظت سازه‌های فولادی در برابر آتش و بالش‌های ضد آتش استفاده می‌شود. در این حالت حجم بالایی از خاکستر تولید می‌شود که توان راندن و ایجاد فشار دارد. برای نمونه در یک لولهٔ پلاستیکی در حال ذوب شدن و سوختن، بهتر است این لوله در خود مچاله و بسته شود تا جایی برای انتشار آتش نداشته باشد.

### خاکستر سخت
خاکستر سخت بوسیلهٔ سیلیکات سدیم و گرافیت تولید می‌شود. این مواد در تولید لوله‌های پلاستیکی ضد آتش و حفاظت بیرونی از فولاد در برابر آتش، مناسب اند.